# 1151년

## 연호
- 남송(南宋) 소흥(紹興) 21년
- 금(金) 천덕(天德) 3년
- 일본(日本) 규안(久安) 7년 / 닌페이(仁平) 원년
- 서하(西夏) 천성(天盛) 3년
- 리 왕조(李朝) 다이딘(大定) 12년

## 기년
- 남송(南宋) 고종(高宗) 25년
- 금(金) 해릉양왕(海陵煬王) 3년
- 고려(高麗) 의종(毅宗) 5년
- 서하(西夏) 인종(仁宗) 12년
- 리 왕조(李朝) 영종(英宗) 14년

## 사건
- 고려, 정습명 자살.

## 사망
- 고려의 문신 김부식
- 프랑스 앙주 백작 조프루아 플랜태저넷